# Judd Marmor
Pour les articles homonymes, voir Marmor.
Judd Marmor, né le 2 mai 1910 à Londres et mort le 16 décembre 2003, est un psychiatre et psychanalyste américain.
Il est connu pour son implication dans le retrait de l'homosexualité du DSM-IV (Manuel diagnostique et statistique des troubles mentaux) publié par l'Association américaine de psychiatrie,.

## Biographie
Fils d'un érudit de yiddish, il grandit à Chicago. Il s'installe à New York, où il subvient à l'université Columbia avec des petits boulots et de débattre des bourses d'études[pas clair]. Il obtient son diplôme de médecine de Columbia University College of Physicians and Surgeons (en) en 1933 et entre dans la pratique psychiatrique privée[pas clair] à New York. 
En 1946, après avoir servi dans la marine pendant la Seconde Guerre mondiale, il s'installe à Los Angeles, où il acquiert la notoriété en tant que psychanalyste de célébrités d'Hollywood. 
Il était également largement respecté comme analyste et érudit, publiant plus de 350 documents et écrits ou édition de six livres, y compris le texte classique de La psychanalyse moderne, paru en 1968. Il a été directeur de la division de psychiatrie au Centre médical Cedars-Sinai de 1965 à 1972. De 1972 à 1980, il fut Franz Alexander Professor[pas clair] de psychiatrie à l'université de Californie du Sud et de 1980 à 1985 professeur adjoint de psychiatrie à l'université de Californie à Los Angeles.